# Paul Lewis (pianiste)
Pour les articles homonymes, voir Lewis.
Paul Lewis CBE (né le 20 mai 1972) est un pianiste britannique.

## Biographie

### Formation
Le père de Paul Lewis travaillait dans les docks de Liverpool et sa mère était membre du conseil local ; il n'y avait pas de musiciens dans son entourage familial. Lewis commence par jouer du violoncelle, le seul instrument pour lequel l'école pourrait offrir les frais de scolarité. À quatorze ans, il est accepté par l'école de musique de Chetham à Manchester, où ses études de piano s'épanouissent. Ses professeurs sont notamment, Ryszard Bakst (de Chetham), Jeanne Havill (de la Guildhall School of Music and Drama) et Alfred Brendel, que Lewis reconnaît comme son mentor. Sa première réalisation internationale est le deuxième prix du World Piano Competition à Londres en 1994. Il remporte également les concours de piano Dudley et Royal Overseas League.

### Carrière
Paul Lewis est fortement affilié avec le Wigmore Hall à Londres,, « où il s'est souvent produit ».
Lewis interprète les 32 sonates pour piano de Beethoven, en tournée aux États-Unis et en Europe, entre les saisons 2005 et 2007, en parallèle avec son enregistrement de l'intégrale pour le label discographique Harmonia Mundi. Chacun de ces disques est désigné Choix de l'Éditeur dans le magazine Gramophone et, en août 2008, le volume 4 de la série, se voit attribuer un Meilleur enregistrement instrumental toujours dans Gramophone et Meilleur enregistrement de l'année En juillet et août 2010, Paul Lewis est le premier pianiste à interpréter les cinq Concertos de Beethoven en une seule saison des BBC Proms.
En 2015, il succède à Fanny Waterman, en tant que directeur artistique du Concours international de piano de Leeds, aux côtés du chef d'orchestre Adam Gatehouse. Il assure également la présidence du jury du concours,.
En 2016, Paul Lewis est nommé Commandeur de l'Ordre de l'Empire Britannique (CBE), pour services rendus à la musique.

## Critiques
Geoffrey Norris, dans The Daily Telegraph, écrit : « Il y a chez Lewis une forte physique, un lien étroit entre sa profonde réflexion sur la musique et son articulation. Il connaît et peut définir son caractère et peut montrer comment ses composantes rythmiques, harmoniques et mélodiques se combinent. C'était jouer avec rigueur intellectuelle et vigueur imaginative. »

## Discographie
Paul Lewis enregistre pour Harmonia Mundi et avec le trio à cordes Léopold chez Hyperion Records.
- Schubert, Sonate pour piano no 19 en ut mineur, D. 958 ; Sonate pour piano no 14 en la mineur « Grande Sonate », D. 784/op. posth. 143 (2002, Harmonia Mundi)
- Schubert, Dernières sonates D. 959 & D. 960, (2003, Harmonia Mundi HM HMC901800)
- Liszt, Sonate en si mineur (2004, Harmonia Mundi HMC901845)
- Beethoven, Sonates pour piano, vol.1 (2005, Harmonia Mundi HMC901902)
- Beethoven, Sonates pour piano, vol.2 (2007, 3 CD Harmonia Mundi HMC901903.05)
- Beethoven, Sonates pour piano, vol.3 (2007, 3 CD Harmonia Mundi HMC901906.08)
- Beethoven, Sonates pour piano, vol.4 (2008, 3 CD Harmonia Mundi HMC901909.11)
- Beethoven, Concertos pour piano - Orchestre Symphonique de la BBC, dir. Jiri belohlavek a (2010, 3 CD Harmonia Mundi)
- Beethoven, Variations Diabelli (2011, Harmonia Mundi HMC902071)
- Schubert, Die schöne Müllerin - Mark Padmore, ténor (Harmonia Mundi)
- Schubert, Winterreise - Mark Padmore, ténor (Harmonia Mundi)
- Mozart, Quatuors pour piano et cordes en sol mineur et en mi bémol (2003)
- Schubert, Quintette La Truite
- Schubert, piano à quatre mains – avec Steven Osborne.